# Ullevi Park
Ullevi Park eller Ullevi Office Arena är ett kontorshus i Göteborg som ligger mellan Ullevi och det nya rättscentrum. Huset har 14 000 kvm kontorsyta, är 16 våningar högt och färdigställdes 2012. Huset byggdes av NCC och såldes därefter till tjänstepensionsföretaget Alecta.